# الرابطة الوطنية لكرة القدم 1986
الرابطة الوطنية لكرة القدم 1986 (بالإنجليزية: 1986 National Soccer League)‏ هو الموسم 10 من الرابطة الوطنية لكرة القدم. كان عدد الأندية المشاركة فيه 24، وفاز فيه نادي أديلايد سيتي لكرة القدم.